# Ayano Yamane
Ayano Yamane es una mangaka, especializada en la creación de mangas yaoi. Yamane debutó en 1996 y desde entonces ha publicado varias series de manga yaoi e ilustrado numerosas novelas ligeras. Es conocida por su arte detallado y humor, siendo una de las autoras más famosas de manga yaoi en Japón. Sus obras más longevas y conocidas son Finder y Crimson Spell.

## Biografía
En mayo de 2009, el Federal Department for Media Harmful to Young Persons ("Departamento Federal de medios nocivos para los jóvenes") de Alemania calificó el primer volumen de la obra de Yamane, Finder, como «perjudicial para los jóvenes», lo que provocó que estuviese restringido solo para personas mayores de edad. El Departamento Federal también estipuló como «prohibido mostrar contenido incriminado en campañas, trailers o en cualquier otro contexto publicitario».